# Giuseppe Logoteta
Giuseppe Logoteta (Reggio Calabria, 12 ottobre 1758 – Napoli, 28 novembre 1799) è stato un patriota, politico ed intellettuale italiano. Massone e giacobino, prese parte attiva agli avvenimenti che portarono alla caduta dei Borbone dal trono del Regno di Napoli e all' instaurazione della Repubblica Partenopea, di cui proclamò la nascita da Forte Sant'Elmo nel gennaio del 1799. Dopo la vittoria della reazione sanfedista, Giuseppe Logoteta venne condannato a morte insieme ad altri rivoluzionari napoletani, dopo che era stata ritirata la grazia concessa loro dal cardinale Fabrizio Ruffo.

## Biografia

### La formazione intellettuale
Giuseppe Logoteta nacque il 12 ottobre 1758 a Reggio Calabria, terzogenito di Vincenzo Logoteta e di Laura Del Giudice; entrambi i genitori provenivano da importarti famiglie di alto prestigio sociale. In particolare la famiglia paterna, i Logoteta, vantava lontane origine bizantine e aveva dato alla città calabrese ben due arcivescovi, entrambi di nome Guglielmo, uno nel 1317 e l'altro nel 1440. Il giovane Giuseppe compì studi irregolari e soggiornò brevemente in seminario, ma poco tempo dopo interruppe la sua formazione per dedicarsi alla gestione economica delle proprietà terriere della famiglia e alla caccia. Nel 1782, dietro pressione del padre Vincenzo, dato il diniego dei due figli maggiori al matrimonio, Giuseppe si sposò con Ignazia Musitano, erede di una potente e influente famiglia reggina.
Dopo il terremoto del 1783, che investì la Calabria meridionale e provocò circa 80.000 vittime e danni ingenti agli insediamenti e alla morfologia del territorio, Logoteta dovette abbandonare la casa paterna e rifugiarsi in un insediamento di fortuna alla periferia di Reggio. Qui incontrò Giandomenico Bosurgi, cavaliere dell'Ordine equestre del Santo Sepolcro di Gerusalemme, che era anche un influente patrizio reggino e titolare di numerosi uffici pubblici. Presso di lui Logoteta poté entrare in contatto con le idee dell'Illuminismo napoletano, come le opere di Gaetano Filangieri e di Antonio Genovesi.
Per potersi confrontare con queste nuove idee politiche ed economiche di stampo illuminista, Logoteta riprese gli studi sotto la guida del canonico Nava, insegnante nel seminario di Reggio, studioso di scienze e sostenitore della teoria genovesiana, colmando le sue lacune e appassionandosi di storia e di antiquaria. Quindi studiò i protocolli notarili e i documenti della curia arcivescovile per ricostruire la storia di Reggio e della Calabria meridionale, mentre al contempo, riuscì a creare una biblioteca di rari e costosi volumi, di cui non è rimasto nulla.

### Carriera politica
Datosi alla politica, il 25 aprile 1784 Giuseppe Logoteta fu eletto a sindaco di Reggio Calabria, insieme a Pasquale Spinella e Paolo Fulco. L'elezione venne contestata dal governatore cittadino, Giovan Battista Elia, che avrebbe veduto con favore, al suo posto, un membro dei Musitano, famiglia tra l'altro imparentata con Logoteta. Questa presa di posizione si inseriva in una lotta di potere tra gruppi dirigenti cittadini circa la gestione politica e amministrativa della città, risolta solo per diretto intervento del governo centrale, che ordinò di reintegrare i sindaci eletti. Pur essendo stato riconfermato, nel 1785, prima dello scadere del suo mandato, Logoteta si dimise e l'anno dopo si recò a Napoli per perfezionare i suoi studi. Nella capitale frequentò i salotti politico-culturali tenuti in casa dei marchesi Grimaldi e dei fratelli De Gennaro, entrando anche in contatto con l'abate Antonio Jerocades, massone e tessitore di circoli massonici nel Regno di Napoli. Affascinato anche dalle nuove idee rivoluzionarie provenienti dalla Francia, le quali stavano influenzando le logge massoniche meridionali, Logoteta radicalizzò le proprie posizioni politiche, a favore di più incisive riforme sociali ed economiche.
Sperimentò queste sue nuove idee negli incarichi pubblici che ricevette, nel 1791, come magistrato del Consolato del commercio di terra e di mare, un tribunale competente le cause civili attivo anche nella città natale, dove ritornò quello stesso anno, ricoprendo anche la carica di decurione e di deputato all'Annona ed elaborando progetti di riforma della gestione del potere e delle risorse locali. Nel 1792 infatti Logoteta pubblicò due opuscoli, uno riguardante l'istituzione di un Monte frumentario a Reggio, l'altro per l'abolizione dell'assise (tassa annonaria) sui beni primari, manifestando il suo interesse per la svolta in senso liberistico dei meccanismi di credito e dei prezzi. Ciò era in linea con il lento mutamento della situazione economica dopo l'istituzione della Cassa Sacra e l'alienazione dei beni fondiari della Chiesa, in seguito al terremoto del 1783, dove il ceto emergente borghese agrario, che aveva maggiormente goduto dell'acquisizione delle terre ecclesiastiche, premeva per l'abolizione dei vincoli al mercato dei prodotti agricoli. Queste pressioni avevano indotto il governo borbonico a limitare, nell'ultimo decennio del secolo, l'uso del calmiere dei prezzi, mentre a Reggio scoppiarono manifestazioni popolari per l'abolizione delle assise sul vino, il pesce e la frutta, abilmente manovrate dagli speculatori, che traevano beneficio dall'arcaico sistema fiscale. Questo episodio riaccese lo scontro tra Logoteta e le famiglie egemoni reggine, che poterono contare nuovamente sull'appoggio decisivo del governatore della città.
Quando, nel 1792, Giuseppe Maria Galanti, in qualità di visitatore generale della province del Regno, si recò in Calabria per redigere un resoconto sulla situazione della regione, Giuseppe Logoteta gli fece pervenire una memoria sullo stato politico ed economico di Reggio, dove denunciava intrecci di interessi privati di titolari di uffici centrali, amministratori pubblici e rappresentanti di uffici periferici. Successivamente, i contrasti per il rinnovo dei sindaci e la pubblicazione di un manifesto dove venivano riprese le tesi della memoria di Logoteta, provocarono l'intervento del nuovo governatore, Dusmet, che lo fece arrestare con l'accusa di essere massone e filo-francese. Rinchiuso nel carcere di Messina, vi rimase fino al luglio del 1793, quando riuscì ad ottenere la grazia tramite alcuni amici napoletani contattati dalla moglie, che ne ottennero la scarcerazione.

### La Repubblica Partenopea
Dopo essere tornato in libertà, Logoteta frequentò ancora più assiduamente le logge massoniche e i circoli repubblicani presenti a Napoli, divenendo punto di riferimento per tutti i repubblicani calabresi presenti in città, non mancando di tornare nella città natale e frequentarne i massoni locali. Nel settembre del 1797 venne assassinato il governatore di Reggio, Giovanni Pinelli, fatto per il quale si scatenò un'ondata di arresti e repressioni verso la Massoneria calabrese: anche Logoteta ne fu implicato, tanto che nel dicembre del 1798 dovette fuggire a Napoli, mentre finirono i carcere, in seguito a delazioni, la moglie, il fratello Giovan Matteo e i suoi amici più stretti.
In breve, Giuseppe Logoteta divenne uno dei protagonisti della svolta rivoluzionaria che avrebbero preso gli eventi, portando alla deposizione di re Ferdinando IV di Borbone e all'instaurazione della Repubblica Partenopea, di cui lui stesso proclamò la nascita il 21 gennaio 1799 da Forte Sant'Elmo, dove era entrato con altri giacobini napoletani all'annuncio dell'arrivo della truppe francesi del generale Jean Étienne Championnet, reduci dalla vittoria inflitta all'esercito borbonico nel Lazio, firmandovi il Progetto di decretazione presentato ai patrioti napoletani e nazionali, atto di nascita della breve esperienza repubblicana partenopea. Subito dopo, il 28 gennaio 1799, chiamato a far parte del Comitato di Legislazione, Logoteta diede un importante contributo alla legge di soppressione dei diritti feudali, che aboliva tutti i privilegi feudali, ma attribuiva ai latifondisti un quarto del demanio feudale, rendendo i latifondi baronali terre allodiali, liberi da vincoli feudali ma soggette alle imposte ordinarie.
Di fronte alla reazione sanfedista, guidata dal cardinale Fabrizio Ruffo, che proprio dalla Calabria partiva alla riconquista del Regno di Napoli per conto di Ferdinando IV, rifugiatosi in Sicilia sotto la protezione britannica, Logoteta diede un apporto non indifferente alla difesa repubblicana, sia con appelli e proclami alla resistenza ad oltranza, sia con sovvenzioni personali destinate alla difesa della capitale.
Tutto fu però inutile: riconquistata Napoli grazie anche all'aiuto interno dei lazzaroni, rimasti fedeli alla monarchia, il cardinale Ruffo negoziò una resa onorevole con gli ultimi difensori repubblicani, asserragliati a Forte Sant'Elmo, che avrebbero avuto salva la vita in cambio della cessione delle armi. I termini non furono rispettati però né dai sovrani borbonici, né dall'ammiraglio inglese Horatio Nelson, il quale, esautorato Ruffo dal comando, fece arrestare gli ultimi 124 giacobini napoletani e condannare a morte da un'apposita Giunta di Stato. Fra di essi vi fu Giuseppe Logoteta, al quale la Giunta confiscò i beni fondiari e le fedi di credito, frutto del suo lavoro nei pubblici uffici. Morì infine impiccato il 28 novembre 1799 a Napoli, a soli 41 anni.

## Pubblicazioni
- Nuovo progetto di un Monte frumentario per la città di Regio
- Memoria per l'abolizione delle assise nella città di Regio
- Memoria sullo stato politico ed economico della città di Regio
- Il tempio di Iside e di Serapide di Regio, Napoli 1794